# الحرب الفرنسية البروسية
الحرب الفرنسية الألمانية أو الحرب الفرنسية البروسية، ويشار لها أحياناً باسم الحرب السبعينية ( 19 يوليو 1870 إلى 10 مايو 1871) كانت صراعًا مسلحًا نشب بين الإمبراطورية الفرنسية الثانية بقيادة نابليون الثالث والولايات الألمانية للاتحاد الألماني الشمالي بقيادة مملكة بروسيا. سبب الحرب كان طموح بروسيا بتوحيد الأمصار الألمانية وخوف فرنسا من تغير موازين القوى الأوربية إذا نجحت بروسيا في مسعاها. بعض المؤرخين يقولون أن المستشار البروسي أوتو فون بسمارك أثار عمدا هجوم فرنسي من أجل جذب الولايات الألمانية الجنوبية المستقلة دوقية بادن الكبرى ومملكة فورتمبيرغ ومملكة بافاريا ودوقية هسن الكبرى إلى تحالف مع الاتحاد الألماني الشمالي الذي تسيطر عليه بروسيا، بينما يقول آخرون أن بسمارك لم يخطط لذلك وأنه استغل وحسب الظروف التي حدثت.
في 16 يوليو 1870 أعلن صوت البرلمان الفرنسي على أعلان الحرب على مملكة بروسيا وبدأت الاشتباكات بعد ثلاثة أيام. جمع التحالف الألماني قواته بسرعة أكبر بكثير من الفرنسيين وغزا بسرعة شمال شرق فرنسا. كانت القوات الألمانية متفوقة بالعدد ولديها تدريب وقيادة أفضل وسخرت التكنولوجيا الحديثة بشكل أكثر فعالية، خصوصاً سكك الحديد والمدفعية.
حقق الألمان والبروسيين انتصارات حاسمة في شرق فرنسا، بلغت ذروتها في حصار ميتز (1870) وفي معركة سيدان تم أسر نابليون الثالث وهزيمة جيش الأمبراطورية الثانية بشكل حاسم. أعلنت حكومة الدفاع الوطني الفرنسية قيام الجمهورية الفرنسية الثالثة في 4 سبتمبر من نفس السنة واستمرت في الحرب لخمسة أشهر أخرى. قاتلت القوات الألمانية وهزمت الجيوش الفرنسية الجديدة في شمال فرنسا. بعد حصار باريس، سقطت العاصمة في 28 يناير 1871 ثم قامت انتفاضة ثورية تسمى كومونة باريس واستولت على السلطة في العاصمة لشهرين، حتى قام الجيش الفرنسي بقمعها دموياً في نهاية مايو 1871.
أعلنت الولايات الألمانية إتحادها وتكوين الإمبراطورية الألمانية تحت حكم الملك البروسي فيلهلم الأول، موحدين ألمانيا أخيراً كدولة قومية. معاهدة فرانكفورت التي وقعت في 10 مايو 1871 أعطت ألمانيا معظم ألزاس وبعض أجزاء لورين، والتي أصبحتا مقاطعة ألمانية واحدة الألزاس واللورين. الغزو الألماني لفرنسا وتوحيد ألمانيا أربك ميزان القوى الأوربية الذي وجد منذ مؤتمر فيينا في 1815، وحظي أوتو فون بسمارك بسلطة كبيرة في الشؤون الدولي لعقدين من الزمن. الإصرار الفرنسي على استعادة الألزاس واللورين والخوف من حرب فرنسية ألمانية أخرى، إضافة إلى المخاوف البريطانية حول توازن القوى، كانت من أسباب نشوب الحرب العالمية الأولى.

## سبب الحرب
دفع شغور عرش المملكة الإسبانية منذ الثورة الإسبانية التي حدثت سنة 1868 م والتي نتج عنها خلع الملكة إيزابيلا الثانية الدول الأوروبية إلى الشروع في عملية ترشيح وتنصيب ملك لإسبانيا وبدأت الدول مشاورات لاختيار مرشحيها، وكانت هذه هي شرارة الحرب حيث برزت الذريعة التي استحثها الألمان من تلقاء نفسها حينما نجح بسمارك والزعيم الإسباني خوان بريم في إقناع ابن عم الملك البروسي ليوبولد - الممانع لتولي الملك - من تولي العرش الإسباني.
وقع الاختيار لمنصب عرش إسبانيا على أمير بيت هوهنتسولرن وهو الأمير ليوبولد ابن عم ملك بروسيا ويليام الأول وهم كذلك ابن سلالة ألمانية حاكمة، قبل البيت الحاكم في بروسيا هذا الاختيار، لكن بعد حين احتج الفرنسيون بشدة على ممالاة الألمان بهذا الاختيار وأيضا حفاظا على نفوذها القوي في إسبانيا من أي تأثير من جهة القوة الصاعدة، فعاد البروسيون في قرارهم وتخلوا عن ترشيح الأمير، لكن رغم ذلك، تعسف الفرنسيون بعيد رضوخ البروسيين لهم وأرادوا ضمانة بألا يتم تولية أمير من بيت هوهنستلرن مطلقا وبعث وزير الخارجية الفرنسي أنطونيو غرامونت لهذا الغرض. قوبل الطلب الفرنسي برفض من الملك البروسي ويليام الأول الذي سحب ترشيح ابن عمه بعد ضغط دبلوماسي فرنسي قاده السفير الفرنسي فينسنت بيندتي رغبة من نفسه في حل القضية من دون إثارة حرب مع فرنسا، بعد كل ما حدث وجد بسمارك أن الوقت قد حان لتنفيذ مخططه وقام - بحكم قربه من مسرح الأحداث - بنشر تفاصيل الاجتماعات والمداولات البروسية الفرنسية تناول فيها ما جرى بين السفير والملك وأبرق رسالة شهيرة إلى فرنسا.
كانت الرسالة استفزازية شديدة الإهانة والإيلام دعيت لاحقا بإرسالية إي إم إس نجح بسمارك في تحقيق مآربه التي استشرف عواقبها سلفا ونجح في إغاظة الأمة والقيادة الفرنسية وإلهاب الشعور الفرنسي فاستحث الجنرالات الفرنسيون الإمبراطور نابليون لإعلان الحرب وأكدوا له قدرة العسكرية الفرنسية على إركاع بروسيا على ركبتيها على الرغم من التفوق العددي البروسي.
سعيا إلى تعزيز شعبيته الهابطة في فرنسا وأملا في تحقيق نصر وتأمين إمبراطوريته التي أنشأها قام نابليون بعد خمسة أيام فقط من وصول الرسالة البروسية بإعلان الحرب على بروسيا ونشوب حرب أوروبية جديدة.

## القوى المتحاربة

### فرنسا
تألف الجيش الفرنسي في زمن السلم من 400 ألف جندي تقريبًا، كان بعضهم جنودًا نظاميين ومجندين آخرين خدموا حتى عام 1869 لفترة طويلة نسبيًا من سبع سنوات مع القوات المسلحة. كان بعضهم خبراء في حملات فرنسية سابقة في حرب القرم والجزائر والحرب النمساوية الفرنسية في إيطاليا وفي الحملة المكسيكية. وعلى الرغم من ذلك، في أعقاب «حرب السبعة أسابيع» بين بروسيا والنمسا التي اندلعت قبل أربع سنوات، كانت التقديرات تشير إلى أنه بإمكان الجيش الفرنسي حشد 288 ألف رجل لمواجهة الجيش البروسي في حين كانت هناك حاجة إلى مليون رجل. طُبقت إصلاحات عاجلة تحت قيادة المارشال أدولف نيل. وفّر التجنيد الشامل (بدلًا من الاقتراع، كما كان في السابق) وفترة خدمة أقصر أعدادًا متزايدة من جنود الاحتياط الذين ضخّموا الجيش إلى قوة منظمة من 800 ألف في التعبئة. أُدرج أولئك الذين لم يجنّدوا لأي سبب في الحرس المتنقل، ميليشيا بقوة ظاهرية تتألف من 400 ألف جندي. وعلى الرغم من ذلك، اندلعت الحرب الفرنسية البروسية قبل تطبيق هذه الإصلاحات بالكامل. كانت تعبئة جنود الاحتياط فوضوية وأسفرت عن أعداد كبيرة من المتطرفين، في حين كان الحرس المتنقل غير مدرَّبين على وجه الإجمال وغالبًا ما كانوا متمردين. 
جُهّز المشاة الفرنسيون ببندقية شاسيبوت تُحشى من المؤخرة، واحدة من أحدث الأسلحة النارية التي أُنتجت بكميات كبيرة في ذلك الوقت، وتوافر 1,037,555 منها في المخازن الفرنسية. مع حلقة مطاطية لمنع التسرب ورصاصة أصغر، كان المدى المؤثر الأقصى للشاسيبوت يقارب 1500 متر (4,900 قدم) مع وقت إعادة تحميل قصير. ركزت التكتيكات الفرنسية على الاستخدام الدفاعي للشاسيبوت في القتال بأسلوب حرب الخنادق المسمى نيران الكتيبة. جُهزت المدفعية ببنادق لاهيت بإلقام فوهي. امتلك الجيش أيضًا السلاح السابق للسلاح الرشاش: الميتريليوز، الذي يمكن أن يطلق نارًا قوية ومركزة ولكنه مع ذلك يفتقر إلى المدى وكان غير قابل للنقل مقارنةً بغيره، وبذلك كان عرضة للتغلب عليه بسهولة. رُكّب الميتريليوز على عربة مدفعية وجُمّع في بطاريات مدفعية بطريقة مماثلة للمدفع. 
كان الجيش اسميًا تحت قيادة نابليون الثالث، مع المارشالين فرانسوا أشيل بازين وباتريس دي ماك ماهون اللذان توليا قيادة الجيوش الميدانية. ومع ذلك، لم تكن هناك خطة مرتبة مسبقًا للحملة. كانت خطة الحملة الوحيدة المعدّة بين عامي 1866 و1870 خطةً دفاعية.

### الألمان
تألف الجيش الألماني من اتحاد شمال ألمانيا بقيادة مملكة بروسيا، ودول ألمانيا الجنوبية التي شاركت بموجب البند السري للسلام التمهيدي لنيكولسبورغ، 26 يوليو 1866، وأضفي عليه طابع رسمي في معاهدة براغ 23 أغسطس 1866. 
كان تجنيد الجيوش المختلفة وتنظيمها مطابقًا تقريبًا، واستنادًا إلى مفهوم تجنيد فئات سنوية من الرجال الذين عملوا بعد ذلك في الأفواج العادية لفترة محددة قبل نقلهم إلى الاحتياط. وفّرت هذه العملية قوةً نظرية في زمن السلم من 382 ألف وقوةً في زمن الحرب تقارب 1,189,000. 
شددت التكتيكات الألمانية على تكتيك الكماشة كما كان الحال في معركة كاناي وباستخدام المدفعية الهجومية كلما أمكن ذلك. بدلًا من التقدم في عمود أو مشاة خط، تحرك المشاة البروسيون في مجموعات صغيرة كان من الصعب استهدافها بالمدفعية أو نيران الدفاع الفرنسية. جعل الرقم الهائل المتاح من الجنود التطويق الشامل للتشكيلات الفرنسية وتدميرها أمرًا سهلًا نسبيًا. 
جُهّز الجيش ببندقية دريس المزودة بحربة اشتهرت باستعمالها في معركة كرنيغراتز، التي كانت في ذلك الوقت تظهر عمر تصميمها البالغ 25 عامًا. كان مدى البندقية يبلغ 600 متر فقط (2000 قدم) وافتقرت إلى حلقة مطاطية في المؤخرة تتيح إطلاق نيران موجَّهة. عُوّضت أوجه القصور في بندقية الحربة بأفضل شكل عبر مدافع كروب 6 باوندر الحديدية تُحشى من الخلف أُرسلت إلى بطاريات المدفعية البروسية. بإطلاقها قذائف تُفجّر عن قرب، كان لسلاح كروب مدى أبعد ومعدلًا أعلى من مدفع البرونز الفرنسي ذي الإلقام الفوهي، الذي اعتمد على صمامات خاطئة التوقيت. 
تحكمت قيادة الأركان، تحت قيادة المارشال الميداني هيلموت فون مولتكي بالجيش البروسي. كان الجيش البروسي استثنائيًا في أوروبا بامتلاكه المنظمة الوحيدة الموجودة كهذه، كان هدفه في زمن السلم تحضير الاستراتيجية الشاملة للحرب، وفي زمن الحرب المستوى التنفيذي للحرب وتنظيم اللوجستيات والتواصل. اختير ضباط الأركان العامة بعناية من الكريغس أكاديمي البروسية (أكاديمية الحرب). تبنّى مولتكي تكنولوجيا جديدة، تحديدًا السكك الحديدية والإبراق، لتنسيق حشد القوات الضخمة وتسريعها. 

## توغل الجيش الفرنسي

### الاستعدادات للهجوم
في 28 يوليو 1870، غادر نابليون الثالث باريس إلى ميتز وتولى قيادة جيش الراين حديث التسمية الذي بلغ عدده نحو 202,448 رجل وكان يُتوقع أن يزداد مع تقدم الحشد الفرنسي. تولى المارشال ماكماهون قيادة الفيلق الأول (4 فرق مشاة) بالقرب من ويسيمبورغ، قاد المارشال فرانسوا كانروبيرت الفيلق السادس (4 فرق مشاة) إلى شالون سور مارن في شمال فرنسا كاحتياط ولحماية التقدم البروسي في بلجيكا. 
دعت خطة ما قبل الحرب التي وضعها المارشال الراحل نيل إلى هجوم فرنسي عنيف من تيونفيل تجاه ترير وحتى راينلاند البروسية. جرى التخلي عن هذه الخطة لصالح خطة دفاعية أعدها الجنرالان تشارلز فروسارد وبارتيليمي ليبرون دعت جيش الراين إلى البقاء في وضع دفاعي بالقرب من الحدود الألمانية وصد أي هجوم بروسي. في حين كان من المتوقع أن تنضم النمسا إلى جانب بافاريا وفورتنبرغ وبادن في حرب انتقامية ضد بروسيا، غزا الفيلق الأول البالاتينات البافارية وتقدم ل«تحرير» الولايات الألمانية الجنوبية بالتنسيق مع القوات النمساوية الهنغارية. وكان على الفيلق السادس تعزيز أي من الجيشين حسب الحاجة. 
لسوء الحظ بالنسبة لخطة فروسارد، حُشد الجيش البروسي بسرعة أكبر بكثير من المتوقع. كان النمساويون المجريون، الذين كانوا ما يزالون يترنحون بعد هزيمتهم من قبل بروسيا في الحرب النمساوية البروسية، يختارون طريقهم بحذر قبل أن يعلنوا أنهم سيقفون إلى جانب فرنسا فقط في حال نظر الألمان الجنوبيون إلى الفرنسيين بشكل إيجابي. 

### احتلال ساربروكن
كان نابليون الثالث تحت ضغط داخلي كبير لشن هجوم قبل تعبئة القوة الكاملة لقوات مولتكي ونشرها. أظهرت الاستكشافات التي قامت بها قوات فروسارد فقط فرقة المشاة البروسية السادسة عشرة التي تحرس بلدة ساربروكن الحدودية، مباشرةً قبل جيش الراين بأكمله. وبناء على ذلك، سار الجيش في 31 يوليو إلى الأمام باتجاه نهر سار للاستيلاء على ساربروكن. 
عبر الفيلق الثاني للجنرال فروسارد والفيلق الثالث للمارشال بازاين الحدود الألمانية في 2 أغسطس، وبدأوا بمهاجمة الفوج البروسي الأربعين من فرقة المشاة السادسة عشرة من مدينة ساربروكن بسلسلة من الهجمات المباشرة. أثبتت بندقية جدارتها ضد بندقية دريس، إذ تفوق رجال البنادق الفرنسيون بصورة منتظمة على نظرائهم البروسيين في المناوشات حول ساربروكن. ومع ذلك، قاوم البروسيون بشدة، وتكبد الفرنسيون 86 إصابةً مقابل 83 إصابة بروسية. أثبتت ساربروكن أيضًا أنها عقبة رئيسية في ما يتعلق باللوجستيات. كان هناك سكة حديد واحدة فقط تصل إلى المناطق النائية الألمانية، غير أنه كان يمكن الدفاع عنها بسهولة عبر قوة واحدة، وكانت أنظمة الأنهار الوحيدة في المنطقة تمتد على طول الحدود بدلًا من الداخل. 

## النتيجة
كفل التفوق العددي الألماني ودخولهم الحرب بأسلحة مخترعة حديثة جدا حينها مثل الشسبوة والمتريوز تحقيق الألمان لانتصار عظيم قادت لتبوء السيادة الأوروبية عقب هذه الحرب التأمت مختلف الولايات الألمانية بعد انتصار الأمة لتشكيل الإمبراطورية الألمانية أصبح امبراطورها هو ويليام الأول ومستشارها هو بسمارك.
المساندة الألمانية الكفوءة مكنت الألمان من مركزة 380 ألف جندي في الجبهة الأمامية بينما وصلت العديد من الكتائب الفرنسية متأخرة مع نقص في الزاد والعتاد فمع أول التحام بين الجيوش أجبرت الميمنة الفرنسية على التراجع 65 كلم داخل المناطق الشمالية الشرقية بينما زحزحت الميسرة بقيادة بازاين من سابروكان نحو متز وقلعتها الحصينة وفرض الألمان عليهم الحصار.
كانت هذه إرهاصات بهزيمة فادحة للفرنسين في أرض المعركة وميادين القتال حتى أن الميمنة التي قادها الجنرال ماك ماهون والتي صحبها نابليون نفسه وبعد تراجعها الغريب ارتأت الفرار من القتال والتوجه لمساعدة الجنرال بازاين قائد الميسرة لكنهم أحيطوا بالألمان ووقع محاصرتهم فكان أن اشتبكوا في معركة سيدان قرب مدينة سيدان وكانت معركة كارثية بحق على الفرنسيين استسلم فيها نابليون وماك ماهون كليهما معا فانهارت العسكرية الفرنسية وتمزقت شذر مذر.
قامت مقاومة وطنية فرنسية أعلنت قيام حكومة الدفاع الوطني يوم 4 سبتمبر 1870 وركزت قوة دفاعية في العاصمة باريس كما أعلنت انتهاء حقبة الإمبراطورية وتشكيل الجمهورية الفرنسية الثالثة توجه وزير خارجية الحكومة الفتية لإجراء مفاوضات مع بسمارك لكنها انهارت بعد أن اشترط الألمان التنازل عن مجموعة مدن لورين وألزاس، وصل الألمان لأطراف باريس وضربوا عليها الحصار فقام أعضاء الحكومة المؤقتة بالفرار من الحصار باستخدام منطاد وقاموا يتشكيل قوات في الأرياف المحيطة للدفاع عن باريس، في تلك الأثناء استسلمت الميسرة المحاصرة في متز وأسر الألمان منهم 140 ألف فرنسي وبعدها بثلاثة أشهر سقطت باريس في القبضة الألمانية يوم 28 يناير 1871 م وأعلن قيام امبراطورية ألمانيا من دخل غرفة المرايا وسط قصر فرساي وفي قلب العاصمة باريس وصلت الأحداث إلى ذروتها واقتحم الألمان العاصمة وقتلوا الكثير وأسروا الكثير وأضرموا النار في أشهر رموز فرنسا قوس النصر وبذلك استسلمت الأمة الفرنسية ورضخت بتسليم مدينتي لورين وألزاس.

## بعد الحرب
بدأ العد العكسي للحرب العالمية الأولى حيث كانت استعادة الكرامة الوطنية هي الشغل الشاغل للفرنسيين، وبرغم الاستقرار الذي حل في المنطقة إلى أن رغبتهم باستعادة ما فقدوه كانت كبيرة فكان أن تحالفوا مع عدة دول لحرب الألمان بعدما أعلنوا الحرب قبل الجميع سنة 1914 م سعيا لاستعادة مدنهم وكان لهم ذلك بعد كسبهم عرفت لاحقا بالحرب العالمية الأولى.
كما أن من نتائج الحرب الفرنسية البروسية هي إحياء الألعاب الأولمبية بعد اندثارها طويلا، وتعود المبادرة في ذلك إلى الفرنسي بيير دي كوبرتين الذي توخى من خلالها هدفين أولهما زيادة شعبية الرياضة في وطنه حيث اعتقد كوبرتين أن سوء اللياقة البدنية للجنود الفرنسيين تسبب في هزيمتهم في هذه الحرب، وثانيهما أن توحيد مختلف البلدان بواسطة منافسات سلمية باعتبارها أفضل وسيلة لتجنب الحروب.